# Burnage
Burnage è un quartiere di Manchester, nell'Inghilterra nord-occidentale. Dista 6,4 km dal centro di Manchester e conta circa 15.000 abitanti.

## Toponomastica
Si ipotizza che il nome Burnage derivi da "Brown Hedge", le "mura marroni" molto comuni nella zona all'epoca medievale. In un documento del 1320, si cita il luogo con il nome di "Bronadge".

## Medioevo
Nel XX secolo fu adottato come gonfalone della Burnage High School l'emblema della famiglia Mosley, già Lords of the Manor of Withington.